# Jim Murphy
James Francis "Jim" Murphy (født 23. august 1967) er en britisk Labour-politiker, der har været medlem af parlamentet siden 1997. Han har været europaminister (2007-08), minister for Skotland (2008-10) og er nu partiets ordfører i forsvarsanliggender ("skyggeforsvarsminister").